# Adejeania saetigera
Adejeania saetigera là một loài ruồi trong họ Tachinidae.